# Prosopocoilus pouillaudei
Prosopocoilus pouillaudei es una especie de coleóptero de la familia Lucanidae.

## Distribución geográfica
Habita en Sikkim (India).